# 22937 Nataliavella
22937 Nataliavella (1999 TZ172) là một tiểu hành tinh vành đai chính được phát hiện ngày 10 tháng 10 năm 1999 bởi Nhóm nghiên cứu tiểu hành tinh gần Trái Đất phòng thí nghiệm Lincoln ở Socorro.